# 27537 Dianaweintraub
27537 Dianaweintraub este o planetă minoră (asteroid), cu un diametru de 12,165 km, din centura de asteroizi. A fost descoperită pe 30 aprilie 2000 la Stația Anderson Mesa de Lowell Observatory Near-Earth-Object Search. 
Obiectul prezintă o orbită caracterizată de o semiaxă mare de 3,0850025 UAi, o excentricitate de 0,19, o înclinație de 16,07314 ° în raport cu ecliptica.